# Мамаев, Антон Вячеславович
Анто́н Вячесла́вович Мама́ев (род. 24 мая 1997, Екатеринбург, Россия) — российский сноубордист, чемпион зимней Универсиады 2019 года в слоупстайле, выступающий в хафпайпе, слоупстайле и биг-эйре. Мастер спорта России.
- Чемпион России по сноуборду в слоупстайле (2014).

## Спортивная карьера

### Юниорские достижения
| Год  | Место проведения | Возраст | Хафпайп | Слоупстайл |
| ---- | ---------------- | ------- | ------- | ---------- |
| 2013 | ЮЧМ Эрзурум      | U19     | -       | 41         |
| 2014 | ЮЧМ Вальмаленко  | U19     | -       | 14         |